# Kühe in Halbtrauer (Erzählung)
Kühe in Halbtrauer ist eine Erzählung des deutschen Schriftstellers Arno Schmidt (1914–1979), die zuerst 1961 in der Studentenzeitschrift konkret erschien, bevor sie 1964 Bestandteil des Bandes Kühe in Halbtrauer wurde.

## Inhalt
In der Erzählung werden die Ereignisse zweier Tage behandelt, die zwei Mittfünfziger, Otje und Carlos, in der Lüneburger Heide in einem neu errichteten Urlaubs-„Hüttchen“ verbringen. Am ersten Tag wandern die beiden Männer nach einem ländlichen Milchfrühstück ins Nachbardorf, um eine Kreissäge zu mieten. Am Abend besuchen sie den Gasthof des Dorfes. Am zweiten Tag wird die Kreissäge angeliefert, mit der Baumwurzeln, Eisenbahnschwellen sowie das Holz eines abgebrochenen Feldschuppens zu Heizmaterial für beschauliche Winterabende am Kamin zerkleinert werden. Vom Maschinenlärm werden Otje und Carlos fast taub und können sich nur noch per Zeichensprache verständigen. Die Erzählung schließt mit der Ankunft ihrer Ehefrauen.

## Themen und Motive

Informationstafel des Landkreises Celle in Bargfeld, an der Straße zum Badeteich

Ausgiebig wird die ländliche Umgebung des Hüttchens beschrieben mit Äckern, schütterem Wald, Gräben und sandigen Feldwegen. Es ist die Landschaft, in die auch der Autor wenige Jahre, bevor er die Erzählung niederschrieb, gezogen war. Dieser Rückzug in die Heide, genauer nach Bargfeld, sollte ihm zur ungestörten Konzentration auf sein schriftstellerisches Werk verhelfen. Weitere Motive sind die Schilderung der Landbevölkerung beim Besuch der Gaststätte, die Erinnerungen an Krieg und Gefangenschaft, der Widerstand gegen „unsittliche Obrigkeiten“, ferner das Thema Altern mit den Aspekten der Resignation, nachlassender geistiger und körperlicher Spannkraft und zunehmender Impotenz.
Wie in allen Ländlichen Erzählungen wird auch hier mehrfach Bezug auf Karl May genommen. Der morgendliche, zum Milchfrühstück einladende Zuruf „Komm; unser Morgen sei weiß !“ stammt aus Mays Reiseerzählung Im Lande des Mahdi, und im Wirtshaus des Dorfes behauptet ein Gast, er sei mit dem Bruder Karl Mays zur See gefahren. Zentral sind die Kreissäge und das Holz, das gebärdenreich mit schweißtreibender Mühe zerkleinert wird. Der Verlust der Hörfähigkeit, eine Variation des Impotenz-Themas, führt dazu, dass die beiden Protagonisten die Zeichensprache zur Verständigung nutzen. Sie wird zur Übermittlung sexueller Anspielungen verwendet:

„. . . wir hörten kein Wort mehr. / : ››WAS : IST : DENN ? !‹‹. / Bis er endlich Gebärden zu Hülfe nahm. Die Spitzen der kleinen Finger in die Mundwinkel hakte, und ihn mehrfach schnell damit breit zog : ! (Auch noch zusätzlich hinter der ockern-Entschwindenden herzeigte : !) – Achso. Ja; garantiert. Aber – und ich hob die linke Faust, an der ich den kleinen Finger schlapp abstehen ließ; und schnepperte mehrmals-betrübt mit dem Zeigefinger der Rechten daran : …… Und noch, überdeutlich-resigniert, den Kopf dazu schütteln : ››Wir nich mehr, Otje.‹‹ – Auch er begriff; und senkte die breite Stirn schwermütig über’s Sägeblatt.“

Das Thema des Widerstands durchzieht als Leitmotiv die Erzählung. Schon im ersten Satz ist es gegenwärtig im Aufbegehren der Nachbarskinder, die den Verboten ihrer Eltern zuwiderhandeln, indem sie die Zeichensprache benützen. Kosten- und steuermindernde Verhaltensweisen bedeuten Widerstand gegen den Staat (der „schwarz“ arbeitende Maurer, die Verwendung dünnsten Briefpapiers, um Porto zu sparen). Henry David Thoreau wird erwähnt, der Urvater des zivilen Ungehorsams. Der 20. Juli, der Symboltag des Widerstands, wird mehrfach genannt. Ausführlich wird der Widerstand behandelt in der Geschichte aus dem Zweiten Weltkrieg: Ein Rechentruppführer bei der Artillerie erhält den Befehl, 200 Schuss auf die Stadt Vechta abzufeuern, und umgeht den Befehl, indem er einen falschen Zielpunkt berechnet. Die beiden Männer sind froh, dass sie aus Altersgründen nicht mehr mit solchen Situationen konfrontiert werden und dass sie von der Pflicht zum Widerstand entbunden sind.

## Personen
Der Autor lässt aus erzählstrategischen Gründen zwei Personen agieren, Otje und Carlos, wobei Carlos als Erzähler fungiert. Dass sie als Einheit zu denken sind, ergibt sich aus der Bezeichnung „Halbgreise“, was an den „Vollkreis“ denken lässt, in dem beide Figuren zu vereinigen sind. Die Frauen der beiden sind in den Gesprächen und Gedankenspielen der Männer zwar mehrfach präsent, erscheinen aber konkret erst am Ende der Erzählung. („Die Damen noch in Hannover, die kamen, mit einer Taxe voller Kissen & Decken, vorsichtshalber erst in drei Tagen“). Der Sägenbesitzer bleibt namenlos, als Personenbeschreibung dient ein zusammengesetzter Ersatzname. („Farbelos & grau der Mechanikus. Unangenehm langes Gesicht, (ein sogenanntes <sachliches>; das ist : wie Gay-Lyssac & Fischer-Tropsch zusammen . . . “)).

## Rezeption und Interpretationen
Gabriele Wolff hat die Erzählung ein „amüsantes Funkelstück“ genannt, „das ganz und gar von der Spannung zwischen der witzigen Textoberfläche und der resignativ-bissigen Welthaltung des Helden lebt.“ Zum Kunstwerk werde es allerdings erst „durch den doppelten Boden, den Arno Schmidt eingezogen hat. Denn unterhalb der Fabel wird eine zweite Geschichte erzählt“, die vom Widerstand handelt.
Ulrich Goerdten hat 1982 unter Verwendung eines von Schmidt selbst eingeführten und erläuterten Begriffes den Text als „Vier-Instanzen-Prosa“ betrachtet. Schmidt erläutert den Sachverhalt in Zettel’s Traum (1970) so:
„… daß ein Kunstwerk – (sagn Wa doch gleich: ›n Buch‹!) – imgrunde ein ›Quartett‹ wäre; (meinethalben ooch n Tetralog; zwischn den 4 Instanzn) … ? : ‘ch versteh schonn : ›DoppelDuett‹ wäre nòch=präziser; auf jeder Seite 2 Pärchen : das dumpf=wollustgurrglnde ubw & das giftich=magistrale ÜI? – : contra ein, die AußnWelt beobachtn (& reagieren) müssndes, schwaches aber kunstsinniges, Ich; ab 50 erleichtert=vereint mit einer souverän=geistreich=lächernDän 4. Instanz …“
Diese vier Einflüsse auf die Gestaltung des Erzählungstextes kann man nach Goerdten bei sorgfältiger Analyse erkennen, obwohl sie im Oberflächentext zu einer festen Einheit verschmolzen sind. Da diese Betrachtungsweise auf psychoanalytischen Theorien basiert, wird der Widerstandsbegriff auch von der Psychoanalyse her interpretiert und eine weitere Sinnebene der Erzählung erschlossen. Diese ergibt sich, wenn die Themen Altersresignation und Widerstand zusammengeführt werden mit Schmidts eigenen Äußerungen in Zettel’s Traum. Bei Freuds Konzept des Widerstands handelt es sich um Kräfte des Ichs und des Über-Ichs, die das Bewusstwerden verdrängter Seeleninhalte verhindern. Dieser Widerstand wird (nach Schmidt) mit dem Alter geringer: „da die Drüsn schrummpeln, nimmt die Triebstärke ab; ( . . . ) infolge der immer=abnehmendn HormonIntoxication krickt man wieder n klareren Kopp“. Das heißt, dass Vergangenes reaktiviert und dass Unbewusstes dem Bewusstsein leichter verfügbar wird. Die mit homoerotischen Anspielungen stark unterfütterte Beschreibung des Zersägens der „Bretter, Latten, Ständer“, die Erörterungen um die „Culisse“ und Weiteres legen die Vermutung nahe, dass Arno Schmidt hier mit den in Zettel’s Traum theoretisch erörterten „Etyms“ prosapraktische Versuche angestellt hat. Die Etymsprache transportiert ebenso wie die Zeichensprache verborgene und verbotene Inhalte.
Ralf Georg Czapla hat auf der Suche nach mythologischen Anspielungen in den Ländlichen Erzählungen im Hintergrund die antiken Berichte von den idyllischen Verhältnissen im mythischen Lande Arkadien ausgemacht.

## Ausgaben
Text enthalten in:
- Ernst-Peter Wieckenberg (Hrsg.): Die Welt erzählt. G. B. Fischer, Frankfurt 1966, S. 28–40.
- Arno Schmidt: Windmühlen. 16 Prosastücke. Herausgegeben von Karsten Diettrich. Bertelsmann, Gütersloh 1974.
- Arno Schmidt: Schwänze. Fünf Erzählungen. Fischer Taschenbuch Verlag, Frankfurt a. M. 1976.
- Windmühlen. Erzählungen (= Reclams Universal-Bibliothek, Nr. 8600). Reclam, Stuttgart 1989.

Tonträger
- Kühe in Halbtrauer. Ungekürzte Lesung. Sprecher: Joachim Kersten, Jan Philipp Reemtsma, Bernd Rauschenbach. 10 CDs. Hoffmann und Campe Verlag, Hamburg 2009, ISBN 9783455306446
- Erzählerstimmen. Die Bibliothek der Autoren. 183 Autorinnen & Autoren, 100 Jahre Erzählung im Originalton. Collorio, Christiane. Hörverlag, München. 44 CD, Teil 3. ISBN 978-3-86717-742-9.

Zitierfähige Ausgabe
- Arno Schmidt: Ländliche Erzählungen. Bargfelder Ausgabe, Werkgruppe 1, Bd. 3. Haffmans, Zürich 1987, S. 337–349 (auch als Studienausgabe erschienen, dort Band 3,2, ebenfalls S. 337–349).
- Kühe in Halbtrauer. 1. Entwurf 21.7.61. In: Text + Kritik, Heft 20/20a, Arno Schmidt. 4. Auflage, Neufassung 1986, S. 4–6.